# Булбоака (Васлуј)
Булбоака (рум. Bulboaca) насеље је у Румунији у округу Васлуј у општини Делени. Oпштина се налази на надморској висини од 90 m.

## Становништво
Према подацима из 2002. године у насељу је живело 433 становника, од којих су сви румунске националности.